# 19.ª etapa da Volta à Espanha de 2018
A 19.ª etapa da Volta a Espanha de 2018 teve lugar a 14 de setembro de 2018 entre Lérida e Andorra sobre um percurso de 154,4 km e foi ganhada pelo ciclista francês Thibaut Pinot da equipa Groupama-FDJ, quem completou seu segundo triunfo de etapa na Volta de 2018. O ciclista britânico Simon Yates da equipa Mitchelton-Scott conservou o maillot de líder.

## Classificação da etapa
| \| Classificação por etapas \| Classificação por etapas \| Classificação por etapas \| Classificação por etapas \| Classificação por etapas \| \| Ciclista \| Ciclista \| Equipe \| Tempo \| \| \| ------------------------ \| ------------------------ \| ------------------------- \| ------------------------ \| ------------------------ \| \| 1. \| Thibaut Pinot \| Groupama-FDJ \| 3h42m05s \| \| \| 2. \| Simon Yates \| Mitchelton-Scott \| + 5s \| \| \| 3. \| Steven Kruijswijk \| LottoNL-Jumbo \| + 13s \| \| \| 4. \| Rigoberto Urán \| EF Education First-Drapac \| + 52s \| \| \| 5. \| Miguel Ángel López \| Astana \| + 52s \| \| \| 6. \| Enric Mas \| Quick-Step Floors \| + 52s \| \| \| 7. \| Wilco Kelderman \| Team Sunweb \| + 1m03s \| \| \| 8. \| Alejandro Valverde \| Movistar Team \| + 1m12s \| \| \| 9. \| Tony Gallopin \| AG2R La Mondiale \| + 1m15s \| \| \| 10. \| Nairo Quintana \| Movistar Team \| + 1m49s \| \| |                    |                           |          |
| |                    |                           |          |
| Fonte: ProCyclingStats |                    |                           |          |
| Classificação por etapas |                    |                           |          |
| Ciclista | Ciclista           | Equipe                    | Tempo    |
| 1. | Thibaut Pinot      | Groupama-FDJ              | 3h42m05s |
| 2. | Simon Yates        | Mitchelton-Scott          | + 5s     |
| 3. | Steven Kruijswijk  | LottoNL-Jumbo             | + 13s    |
| 4. | Rigoberto Urán     | EF Education First-Drapac | + 52s    |
| 5. | Miguel Ángel López | Astana                    | + 52s    |
| 6. | Enric Mas          | Quick-Step Floors         | + 52s    |
| 7. | Wilco Kelderman    | Team Sunweb               | + 1m03s  |
| 8. | Alejandro Valverde | Movistar Team             | + 1m12s  |
| 9. | Tony Gallopin      | AG2R La Mondiale          | + 1m15s  |
| 10. | Nairo Quintana     | Movistar Team             | + 1m49s  |

## Classificações ao final da etapa

### Classificação geral
| \| Classificação geral \| Classificação geral \| Classificação geral \| Classificação geral \| Classificação geral \| \| Ciclista \| Ciclista \| Equipe \| Tempo \| \| \| ------------------- \| ------------------- \| ------------------------- \| ------------------- \| ------------------- \| \| 1. \| Simon Yates \| Mitchelton-Scott \| 76h44m41s \| \| \| 2. \| Alejandro Valverde \| Movistar Team \| + 1m38s \| \| \| 3. \| Steven Kruijswijk \| LottoNL-Jumbo \| + 1m58s \| \| \| 4. \| Enric Mas \| Quick-Step Floors \| + 2m15s \| \| \| 5. \| Miguel Ángel López \| Astana \| + 2m29s \| \| \| 6. \| Nairo Quintana \| Movistar Team \| + 4m01s \| \| \| 7. \| Thibaut Pinot \| Groupama-FDJ \| + 5m22s \| \| \| 8. \| Rigoberto Urán \| EF Education First-Drapac \| + 5m29s \| \| \| 9. \| Ion Izagirre \| Bahrain-Merida \| + 6m30s \| \| \| 10. \| Tony Gallopin \| AG2R La Mondiale \| + 7m21s \| \| |                    |                           |           |
| |                    |                           |           |
| Fonte: ProCyclingStats |                    |                           |           |
| Classificação geral |                    |                           |           |
| Ciclista | Ciclista           | Equipe                    | Tempo     |
| 1. | Simon Yates        | Mitchelton-Scott          | 76h44m41s |
| 2. | Alejandro Valverde | Movistar Team             | + 1m38s   |
| 3. | Steven Kruijswijk  | LottoNL-Jumbo             | + 1m58s   |
| 4. | Enric Mas          | Quick-Step Floors         | + 2m15s   |
| 5. | Miguel Ángel López | Astana                    | + 2m29s   |
| 6. | Nairo Quintana     | Movistar Team             | + 4m01s   |
| 7. | Thibaut Pinot      | Groupama-FDJ              | + 5m22s   |
| 8. | Rigoberto Urán     | EF Education First-Drapac | + 5m29s   |
| 9. | Ion Izagirre       | Bahrain-Merida            | + 6m30s   |
| 10. | Tony Gallopin      | AG2R La Mondiale          | + 7m21s   |

### Classificação por pontos
| Classificação por pontos | Classificação por pontos | Classificação por pontos | Classificação por pontos | Classificação por pontos |
| Ciclista                 | Ciclista                 | Equipe                   | Pontos                   |                          |
| ------------------------ | ------------------------ | ------------------------ | ------------------------ | ------------------------ |
| 1.                       | Alejandro Valverde       | Movistar Team            | 125 pts                  |                          |
| 2.                       | Peter Sagan              | Bora-Hansgrohe           | 99 pts                   |                          |
| 3.                       | Dylan Teuns              | BMC Racing Team          | 93 pts                   |                          |
| 4.                       | Simon Yates              | Mitchelton-Scott         | 88 pts                   |                          |
| 5.                       | Miguel Ángel López       | Astana                   | 83 pts                   |                          |
| 6.                       | Thibaut Pinot            | Groupama-FDJ             | 81 pts                   |                          |
| 7.                       | Elia Viviani             | Quick-Step Floors        | 80 pts                   |                          |
| 8.                       | Steven Kruijswijk        | LottoNL-Jumbo            | 71 pts                   |                          |
| 9.                       | Benjamin King            | Dimension Data           | 69 pts                   |                          |
| 10.                      | Alessandro De Marchi     | BMC Racing Team          | 67 pts                   |                          |

### Classificação da montanha
| Classificação da montanha | Classificação da montanha | Classificação da montanha  | Classificação da montanha | Classificação da montanha |
| Ciclista                  | Ciclista                  | Equipe                     | Pontos                    |                           |
| ------------------------- | ------------------------- | -------------------------- | ------------------------- | ------------------------- |
| 1.                        | Thomas De Gendt           | Lotto-Soudal               | 74 pts                    |                           |
| 2.                        | Luis Ángel Maté           | Cofidis, Solutions Crédits | 64 pts                    |                           |
| 3.                        | Bauke Mollema             | Trek-Segafredo             | 60 pts                    |                           |
| 4.                        | Benjamin King             | Dimension Data             | 56 pts                    |                           |
| 5.                        | Thibaut Pinot             | Groupama-FDJ               | 32 pts                    |                           |
| 6.                        | Pierre Rolland            | EF Education First-Drapac  | 31 pts                    |                           |
| 7.                        | Simon Yates               | Mitchelton-Scott           | 28 pts                    |                           |
| 8.                        | Miguel Ángel López        | Astana                     | 26 pts                    |                           |
| 9.                        | Michael Woods             | EF Education First-Drapac  | 20 pts                    |                           |
| 10.                       | Michał Kwiatkowski        | Team Sky                   | 17 pts                    |                           |

### Classificação da combinada
| Classificação de combinados | Classificação de combinados | Classificação de combinados | Classificação de combinados | Classificação de combinados |
| Ciclista                    | Ciclista                    | Equipe                      | Pontos                      |                             |
| --------------------------- | --------------------------- | --------------------------- | --------------------------- | --------------------------- |
| 1.                          | Simon Yates                 | Mitchelton-Scott            | 12 pts                      |                             |
| 2.                          | Alejandro Valverde          | Movistar Team               | 14 pts                      |                             |
| 3.                          | Miguel Ángel López          | Astana                      | 18 pts                      |                             |
| 4.                          | Thibaut Pinot               | Groupama-FDJ                | 18 pts                      |                             |
| 5.                          | Steven Kruijswijk           | LottoNL-Jumbo               | 26 pts                      |                             |
| 6.                          | Rafał Majka                 | Bora-Hansgrohe              | 46 pts                      |                             |
| 7.                          | Nairo Quintana              | Movistar Team               | 47 pts                      |                             |
| 8.                          | Enric Mas                   | Quick-Step Floors           | 54 pts                      |                             |
| 9.                          | Rigoberto Urán              | EF Education First-Drapac   | 55 pts                      |                             |
| 10.                         | Emanuel Buchmann            | Bora-Hansgrohe              | 75 pts                      |                             |

### Classificação por equipas
| Classificação por equipes | Classificação por equipes     | Classificação por equipes | Classificação por equipes |
| Equipe                    | Equipe                        | Tempo                     |                           |
| ------------------------- | ----------------------------- | ------------------------- | ------------------------- |
| 1.                        | Movistar Team                 | 230h36m05s                |                           |
| 2.                        | AG2R La Mondiale              | + 43m12s                  |                           |
| 3.                        | Mitchelton-Scott              | + 1h06m54s                |                           |
| 4.                        | Astana                        | + 1h23m48s                |                           |
| 5.                        | Euskadi Basque Country-Murias | + 1h29m04s                |                           |
| 6.                        | Groupama-FDJ                  | + 2h07m28s                |                           |
| 7.                        | Caja Rural-Seguros RGA        | + 2h13m39s                |                           |
| 8.                        | Team Sunweb                   | + 2h19m13s                |                           |
| 9.                        | Quick-Step Floors             | + 2h36m38s                |                           |
| 10.                       | Katusha-Alpecin               | + 3h12m46s                |                           |

## Abandonos
- Lukas Pöstlberger, não tomou a saída para centrar a sua preparação o campeonato mundial contrarrelógio.[2]
- Laurens De Plus, abandono em decorrência da etapa por febre.[3]